# Divaneh
Divaneh (em persa: ديونه, também romanizada como Dīvaneh; também conhecida como Deyoneh e Dīūneh) é uma aldeia no distrito rural de Jaber-e Ansar, do condado de Abdanan, na província de Ilam, Irã.
No censo de 2006, sua população era de 168 habitantes, em 36 famílias.